# العلاقات الإكوادورية الإيطالية
العلاقات الإكوادورية الإيطالية هي العلاقات الثنائية التي تجمع بين الإكوادور وإيطاليا.

## مقارنة بين البلدين
هذه مقارنة عامة ومرجعية للدولتين:
| وجه المقارنة                                              | الإكوادور                      | إيطاليا                                                  |
| --------------------------------------------------------- | ------------------------------ | -------------------------------------------------------- |
| المساحة (كم2)                                             | 283.56 ألف                     | 301.34 ألف                                               |
| عدد السكان (نسمة)                                         | 16.62 مليون                    | 60.60 مليون                                              |
| الكثافة السكانية (ن./كم²)                                 | 58.61                          | 201.1                                                    |
| العاصمة                                                   | كيتو                           | روما، فلورنسا، تورينو                                    |
| اللغة الرسمية                                             | اللغة الإسبانية، كيشوا ‏، شوار ‏ | اللغة الإيطالية                                          |
| العملة                                                    | دولار أمريكي، سوكري إكوادوري   | يورو، ليرة إيطالية                                       |
| الناتج المحلي الإجمالي (بليون دولار)                      | 103.06 مليار                   | 1.93 تريليون                                             |
| الناتج المحلي الإجمالي (تعادل القوة الشرائية) بليون دولار | 185.24 مليار                   | 2.26 تريليون                                             |
| الناتج المحلي الإجمالي الاسمي للفرد دولار أمريكي          | 6.21 ألف                       | 29.96 ألف                                                |
| الناتج المحلي الإجمالي للفرد دولار أمريكي                 | 11.37 ألف                      | 35.46 ألف                                                |
| مؤشر التنمية البشرية                                      | 0.746                          | 0.873                                                    |
| رمز المكالمات الدولي                                      | +593                           | +39                                                      |
| رمز الإنترنت                                              | .ec                            | .it                                                      |
| المنطقة الزمنية                                           | 00                             | توقيت وسط أوروبا، ت ع م+01:00، ت ع م+02:00، أوروبا/روما ‏ |

## منظمات دولية مشتركة
يشترك البلدان في عضوية مجموعة من المنظمات الدولية، منها:
| علم المنظمة | اسم المنظمة                        | تاريخ انضمام الإكوادور | تاريخ انضمام إيطاليا |
| ----------- | ---------------------------------- | ---------------------- | -------------------- |
|             | يونسكو                             | 22 يناير 1947          | ?                    |
|             | الفريق المعني برصد الأرض           | ?                      | ?                    |
|             | مؤسسة التمويل الدولية              | 20 يوليو 1956          | 27 ديسمبر 1956       |
|             | منظمة حظر الأسلحة الكيميائية       | ?                      | ?                    |
|             | مؤسسة التنمية الدولية              | 7 نوفمبر 1961          | 24 سبتمبر 1960       |
|             | منظمة التجارة العالمية             | ?                      | 1995                 |
|             | وكالة ضمان الاستثمار متعدد الأطراف | 12 أبريل 1988          | 29 أبريل 1988        |
|             | الاتحاد البريدي العالمي            | ?                      | ?                    |
|             | الاتحاد الدولي للاتصالات           | 17 أبريل 1920          | 1866                 |
|             | منظمة الشرطة الجنائية الدولية      | ?                      | ?                    |
|             | الأمم المتحدة                      | 21 ديسمبر 1945         | 14 ديسمبر 1955       |
|             | البنك الدولي للإنشاء والتعمير      | 28 ديسمبر 1945         | 27 مارس 1947         |
|             | المنظمة الهيدروغرافية الدولية      | ?                      | ?                    |

## أعلام
هذه قائمة لبعض الشخصيات التي تربطها علاقات بالبلدين:
- بول أمبروزي (لاعب كرة قدم إكوادوري، 14 أكتوبر 1980[21] – )
- جيوفاني لابنتي (لاعب كرة مضرب إكوادوري، 25 يناير 1983 – )
- نيكولاس لابينتي (لاعب كرة مضرب إكوادوري، 13 أغسطس 1976 – )

## وصلات خارجية
- موقع وزارة الخارجية الإكوادورية
- موقع وزارة الخارجية الإيطالية